# Temporada 1949-50 de los Waterloo Hawks
La Temporada 1949-50 fue la primera y única de los Waterloo Hawks en la NBA, tras jugar el año anterior en la NBL. La temporada regular acabó con 19 victorias y 43 derrotas, ocupando el quinto puesto de la División Oeste, no logrando clasificarse para los playoffs.

## Plantilla

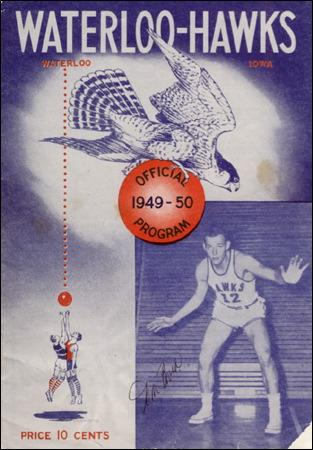
Programa de mano, autografiado por Don Boven

## Temporada regular
| División Oeste           | División Oeste | División Oeste | División Oeste | División Oeste | División Oeste | División Oeste | División Oeste | División Oeste |
| Equipo                   | G              | P              | %              | PD             | Casa           | Fuera          | Neutral        | Div            |
| ------------------------ | -------------- | -------------- | -------------- | -------------- | -------------- | -------------- | -------------- | -------------- |
| x-Indianapolis Olympians | 39             | 25             | .609           | -              | 24-7           | 12-16          | 3-2            | 8-11           |
| x-Anderson Packers       | 37             | 27             | .578           | 2              | 22-9           | 12-18          | 3-0            | 7-10           |
| x-Tri-Cities Blackhawks  | 29             | 35             | .453           | 10             | 20-13          | 6-20           | 3-2            | 8-9            |
| x-Sheboygan Redskins     | 22             | 40             | .355           | 17             | 17-14          | 5–22           | 0-4            | 5-12           |
| Waterloo Hawks           | 19             | 43             | .306           | 20             | 16-15          | 2–22           | 1-6            | 4-13           |
| Denver Nuggets           | 11             | 51             | .177           | 28             | 9-16           | 1–25           | 1-10           | 3-14           |

## Estadísticas
| Rk | Jugador        | Edad | P  | PT | MP | TC  | TCI  | %TC  | 3P | 3PI | %3P | TL  | TLI | %TL  | RO | RD | RT | AS  | RB | TAP | BP | FP  | PTS  |
| 1  | Dick Mehen     | 27   | 62 |    |    | 5.6 | 13.3 | .420 |    |     |     | 3.2 | 4.5 | .705 |    |    |    | 3.1 |    |     |    | 3.3 | 14.4 |
| 2  | Harry Boykoff  | 27   | 61 |    |    | 4.7 | 11.4 | .413 |    |     |     | 3.3 | 4.3 | .775 |    |    |    | 2.4 |    |     |    | 3.8 | 12.8 |
| 3  | Leo Kubiak     | 22   | 62 |    |    | 4.2 | 12.8 | .326 |    |     |     | 3.1 | 3.8 | .814 |    |    |    | 3.2 |    |     |    | 4.0 | 11.5 |
| 4  | Don Boven      | 24   | 62 |    |    | 3.4 | 9.0  | .373 |    |     |     | 3.9 | 5.6 | .688 |    |    |    | 2.2 |    |     |    | 4.1 | 10.6 |
| 5  | Johnny Payak   | 23   | 35 |    |    | 2.5 | 8.5  | .288 |    |     |     | 3.1 | 4.3 | .711 |    |    |    | 2.2 |    |     |    | 2.7 | 8.0  |
| 6  | Stan Patrick   | 27   | 34 |    |    | 2.3 | 5.5  | .422 |    |     |     | 2.1 | 3.2 | .648 |    |    |    | 1.2 |    |     |    | 1.3 | 6.7  |
| 7  | Jack Smiley    | 27   | 47 |    |    | 2.0 | 6.7  | .293 |    |     |     | 2.6 | 3.8 | .701 |    |    |    | 3.1 |    |     |    | 3.4 | 6.6  |
| 8  | Hoot Gibson    | 28   | 30 |    |    | 2.1 | 6.4  | .335 |    |     |     | 1.4 | 2.0 | .683 |    |    |    | 1.2 |    |     |    | 3.4 | 5.6  |
| 9  | Wayne See      | 26   | 61 |    |    | 1.9 | 5.0  | .373 |    |     |     | 1.5 | 2.2 | .696 |    |    |    | 2.3 |    |     |    | 2.4 | 5.2  |
| 10 | Charley Shipp  | 36   | 23 |    |    | 1.5 | 6.0  | .255 |    |     |     | 1.6 | 2.2 | .725 |    |    |    | 2.0 |    |     |    | 2.0 | 4.7  |
| 11 | Bob Tough      | 29   | 21 |    |    | 1.5 | 5.4  | .281 |    |     |     | 1.0 | 1.6 | .647 |    |    |    | 1.7 |    |     |    | 1.2 | 4.1  |
| 12 | Jack Phelan    | 24   | 15 |    |    | 1.6 | 4.6  | .348 |    |     |     | 0.9 | 1.6 | .542 |    |    |    | 1.1 |    |     |    | 3.2 | 4.1  |
| 13 | Johnny Orr     | 22   | 13 |    |    | 1.8 | 5.5  | .324 |    |     |     | 0.5 | 0.5 | .857 |    |    |    | 1.1 |    |     |    | 1.2 | 4.0  |
| 14 | Gene Stump     | 26   | 26 |    |    | 1.4 | 4.5  | .305 |    |     |     | 1.2 | 1.5 | .750 |    |    |    | 0.8 |    |     |    | 1.0 | 3.9  |
| 15 | Paul Cloyd     | 29   | 4  |    |    | 1.5 | 4.5  | .333 |    |     |     | 0.5 | 1.3 | .400 |    |    |    | 0.3 |    |     |    | 0.3 | 3.5  |
| 16 | Al Miksis      | 21   | 8  |    |    | 0.6 | 2.6  | .238 |    |     |     | 2.1 | 2.6 | .810 |    |    |    | 0.5 |    |     |    | 2.8 | 3.4  |
| 17 | John Pritchard | 23   | 7  |    |    | 1.3 | 4.1  | .310 |    |     |     | 0.6 | 1.6 | .364 |    |    |    | 1.1 |    |     |    | 2.0 | 3.1  |
| 18 | Gene Ollrich   | 27   | 14 |    |    | 1.2 | 5.1  | .236 |    |     |     | 0.7 | 1.0 | .714 |    |    |    | 1.7 |    |     |    | 2.4 | 3.1  |
| 19 | Ken Menke      | 27   | 6  |    |    | 1.0 | 2.8  | .353 |    |     |     | 0.5 | 1.3 | .375 |    |    |    | 1.2 |    |     |    | 1.2 | 2.5  |
| 20 | Dale Hamilton  | 30   | 14 |    |    | 0.6 | 2.4  | .242 |    |     |     | 0.6 | 1.4 | .474 |    |    |    | 1.2 |    |     |    | 2.1 | 1.8  |
| 21 | Elmer Gainer   |      | 15 |    |    | 0.6 | 2.3  | .257 |    |     |     | 0.4 | 0.5 | .750 |    |    |    | 0.5 |    |     |    | 1.9 | 1.6  |